# ديفيد كيني (سياسي)
ديفيد كيني هو عضو مجموعة ضغط وصحفي وسياسي أمريكي، ولد في 20 مايو 1945 في ويسكونسن في الولايات المتحدة. نشط حزبياً في الحزب الجمهوري.